# Angelo Mauri
Angelo Mauri (Milano, 21 dicembre 1873 – Candia Lomellina, 17 novembre 1936) è stato un politico e antifascista italiano.

## Biografia
Nato da una famiglia della piccola borghesia lombarda, cattolico convinto, dal 1900 al 1904 fu presidente della Federazione Universitaria Cattolica Italiana nata pochi anni prima, nel 1896. Fu uno dei fondatori nel 1919 del Partito popolare italiano (PPI) in Lombardia. Ricoprì la carica di ministro dell'agricoltura nel governo Bonomi. Partecipò con successo a diverse consultazioni elettorali.

## Rapporti con il Regime
Fu un convinto antifascista, ruolo che gli costò sia la cattedra universitaria che la poltrona di deputato.
Perse infatti l'incarico parlamentare nel novembre del 1926, quando con la mozione di Augusto Turati, Roberto Farinacci e Achille Starace furono dichiarati decaduti tutti i 123 deputati che disertarono la Camera per protestare contro l'assassinio di Giacomo Matteotti (vedi Secessione aventiniana).
Quando il magnifico rettore dell'Università Cattolica di Milano, padre Agostino Gemelli, gli comunicò nei primi mesi del 1933 che per il conferimento degli incarichi di insegnamento relativi all'anno accademico 1933/1934 era richiesta l'iscrizione al Partito nazionale fascista (PNF), il professor Mauri si oppose, rispondendo così alla richiesta di Gemelli: "Non ho la tessera del Pnf, né posso credere che essa sia necessaria per insegnare con scienza e coscienza nelle università, tanto meno in regime di libero insegnamento e nella università dei cattolici italiani". Fu così costretto a lasciare anche l'insegnamento.
Ebbe 11 figli. Morì nel 1936.